# Thais Ferreira
Thais de Souza Ferreira, conocida como Thais Ferreira (Río de Janeiro, 19 de septiembre de 1988), es una activista negra y política brasileña elegida concejala por el PSOL de Río de Janeiro en 2020 para la legislatura 2021-2024. Siendo una líder comunitaria de Irajá, en la Zona Norte de Río de Janeiro, ingresó en política impulsada por la concejala Marielle Franco, asesinada en marzo de 2018, y en 2018 se convirtió en la primera diputada de una Asamblea Legislativa por el PSOL.

## Carrera política
Thais Ferreira se postuló por primera vez a unas elecciones en 2018. La entonces concejal Marielle Franco la invitó a incorporarse al PSOL y fue candidata a diputada estatal en la Asamblea Legislativa Fluminense, al haber quedado primera suplente de su coalición. En 2020 fue elegida concejala por el PSOL en el estado de Río de Janeiro para la legislatura 2021-2024. De los 51 concejales electos al ayuntamiento de Río de Janeiro en 2020, el 20% eran mujeres. Thais Ferreira fue una de esas 10 concejalas y una de los cuatro candidatos que se declararon no blancos.
Thais Ferreira es una de las principales voces críticas con respecto a los obstáculos a la participación efectiva de las mujeres negras en los partidos, incluido el PSOL.
En 2021, el Ayuntamiento de Río de Janeiro pasó a tener un perfil más diverso, comparado con la legislatura anterior. Se renovó el 35% de los escaños y aumentó la representación de mujeres, de jóvenes menores de 29 años y, sobre todo, de los que se declaran negros y pardos, que pasaron a ser el 30% de los concejales. Se estrenó en el parlamento tras haber quedado primera suplente del PSOL en Alerj en 2018. La concejala Thais Ferreira es considerada una de las principales voces de ese movimiento.
Como concejal del PSOL, Ferreira participó en 2020 en el proyecto La carpa de las candidatas, un colectivo que promueve la formación de mujeres y negros, y su participación en candidaturas.
Las ámbitos de acción prioritarios de Ferreira como candidata a concejala en 2020 fueron: la primera infancia, la lucha sin cuartel contra el racismo, la salud de la mujer y el derecho a una ciudad accesible para todos.
Participó en una iniciativa que aglutinó a 14 consejerías del país a fin de posponer el Examen Nacional de Bachillerato de 2021, programado para realizarse en enero de ese año, hasta que pudieran garantizarse unas condiciones sanitarias seguras para su realización en medio de la pandemia de COVID-19.

## Activismo
Como emprendedora social, Thais Ferreira creó en 2017 el proyecto Mãe & Mais (Madre & Más), y se convirtió en una de las principales activistas para mejorar la atención obstétrica que reciben las mujeres. A los 29 años, la activista y líder comunitaria perdió un bebé por una negligencia médica y movida por esa experiencia creó Mãe & Mais, un modelo de clínica popular con servicios de salud acogedores y humanos en Río de Janeiro. La iniciativa, dirigida a madres de entre15 y 35 años, así como a niños de 0 a 6 años, ya ha recibido financiación de instituciones como la Fundación Brasil y la Fundación Telefónica. Gestionado por profesionales de la salud y la educación, en su mayoría mujeres negras, en 2019 ya había llegado a más de mil familias y se había consolidado como un modelo de proyecto comunitario en salud materna.

## Reconocimientos y premios
- La clínica popular Mãe & Mais en Río de Janeiro fundada por Ferreira fue un proyecto reconocido por el Social Good Lab de la Fundação Social Good Brasil en 2017.[24][25][26]
- Fue seleccionada para participar en el programa de formación política RenovaBR y becada por él en 2018.[27]